# Radwechsel

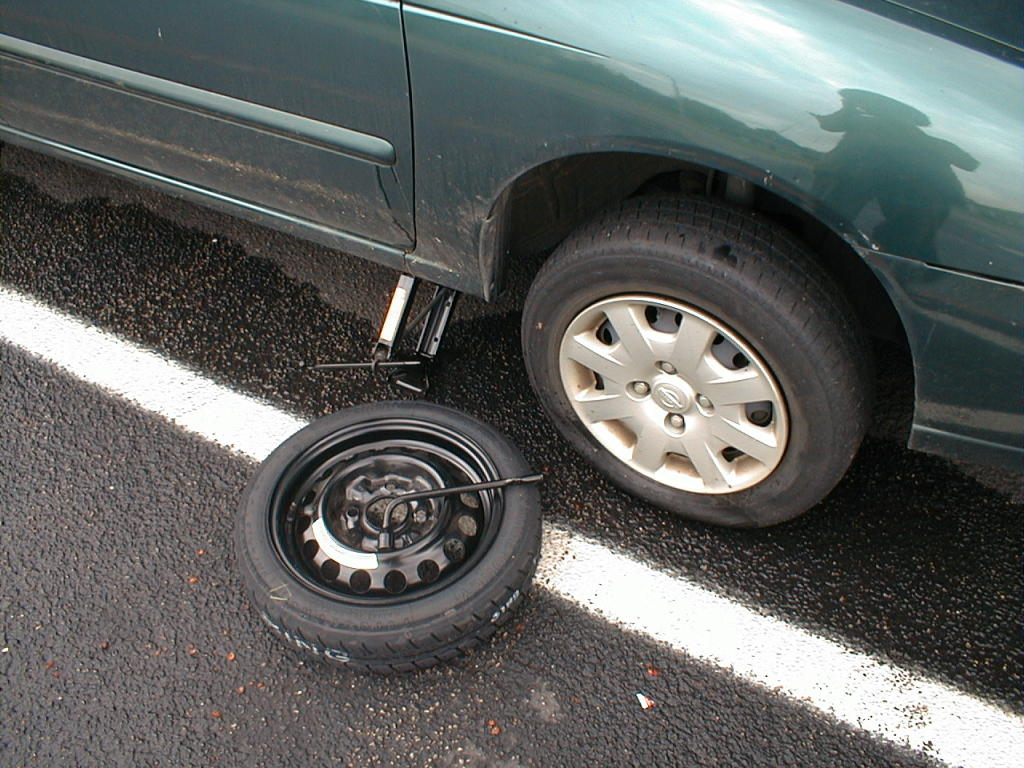
Radwechsel

Radwechsel (fachsprachlich auch Umstecken, umgangssprachlich auch als Reifenwechsel bezeichnet) ist der Tausch kompletter Räder (Reifen auf Felgen) bei Kraftfahrzeugen, wie er beim Wechsel zwischen Sommer- und Winterreifen, aber auch bei Reifenpannen vorgenommen wird. Zum Anheben des Fahrzeugs wird eine Hebehilfe wie beispielsweise ein Wagenheber verwendet. Die Radmuttern werden mit Hilfe eines Kreuzschlüssels, eines Drehmomentschlüssels oder vergleichbarem Werkzeug gelöst und angezogen.
Im Gegensatz zum Radwechsel wird beim Reifenwechsel ein anderer Reifen auf die Felge aufgezogen, was in der Regel nur vom Fachpersonal einer Kfz-Werkstatt oder bei einem Reifenhändler durchgeführt werden kann.

## Reifentausch

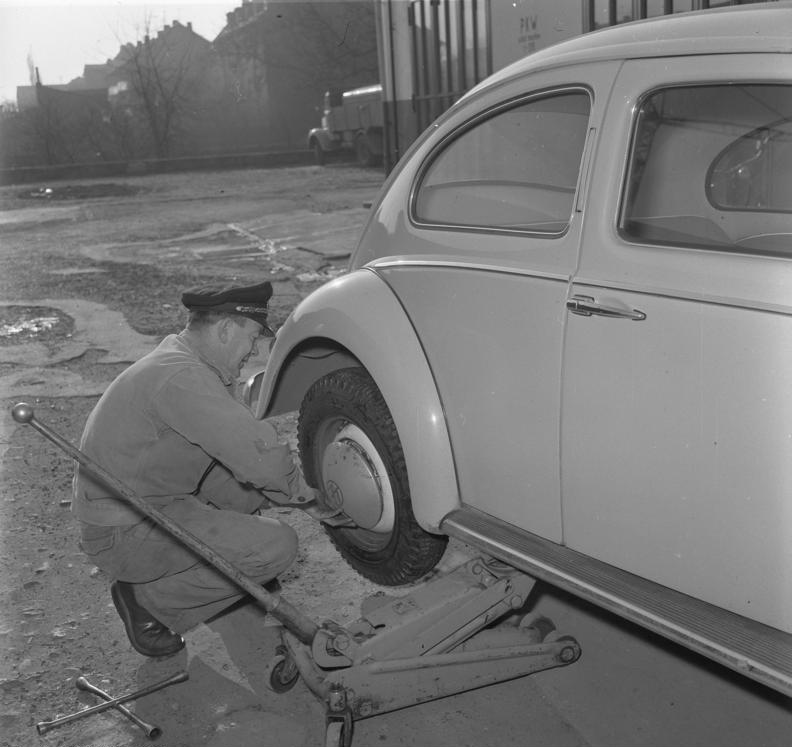
Radwechsel am VW Käfer, 1962

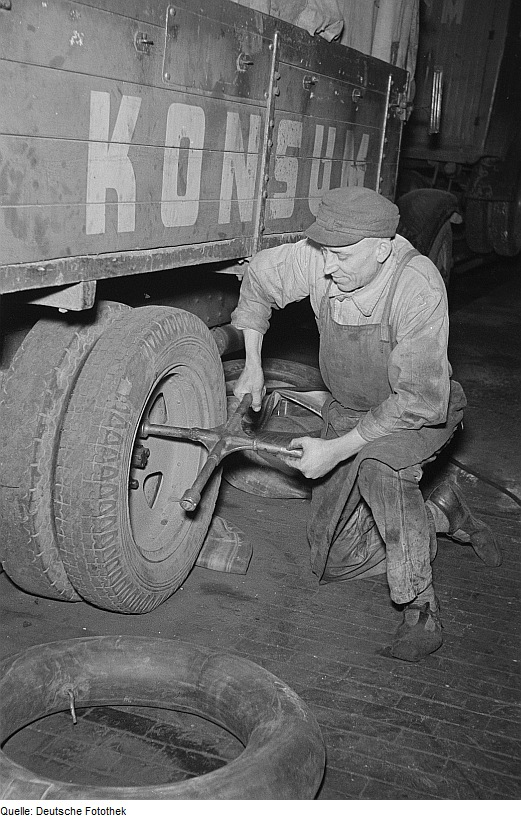
Radwechsel am LKW, 1952

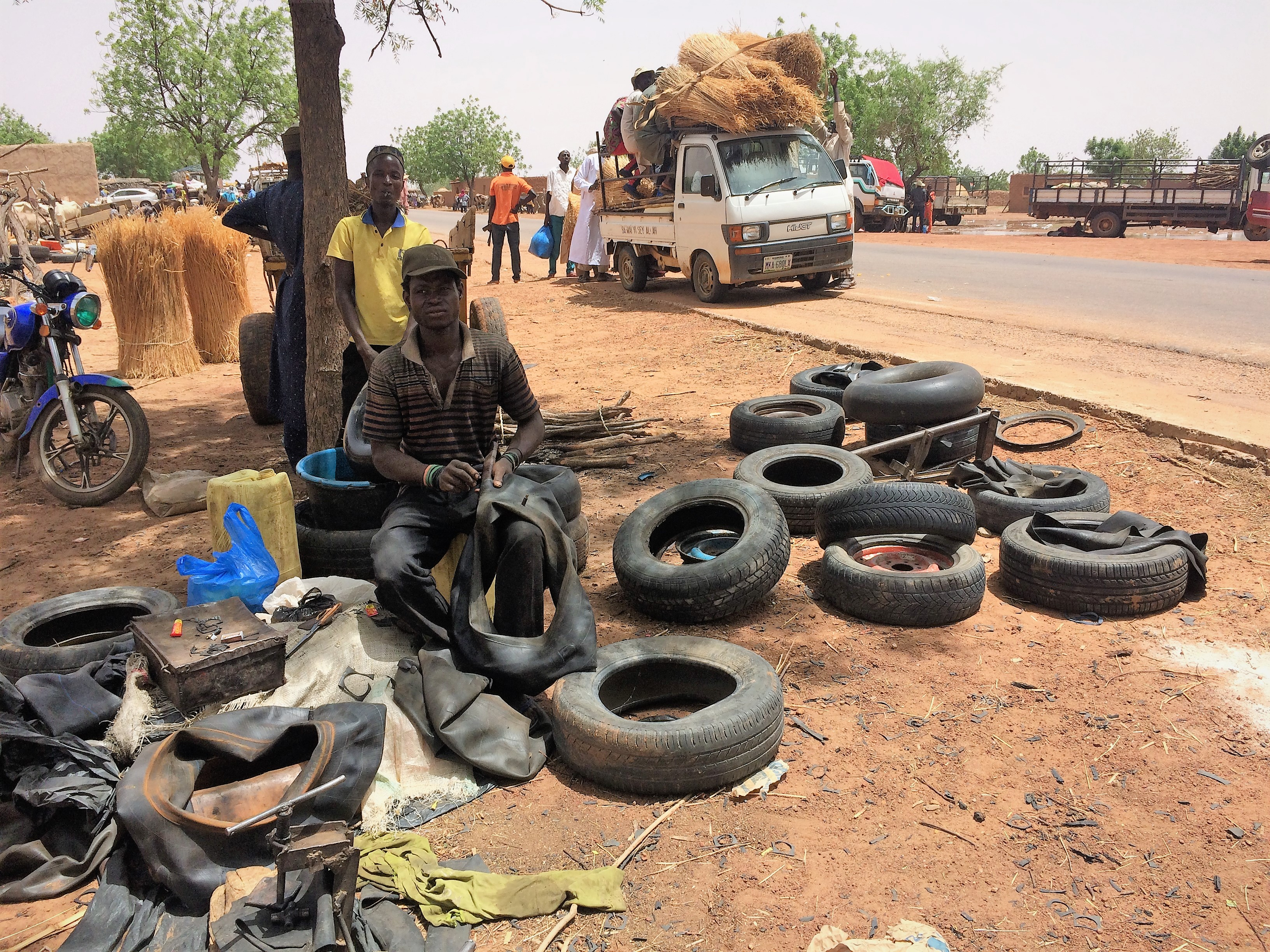
Eine Reifenreparaturwerkstatt am Straßenrand in Niger, Westafrika

Manche Autoratgeber empfehlen, die Räder beim Radwechsel gegeneinander zu vertauschen, um den eventuell asymmetrischen Abrieb auszugleichen. Zudem darf bei laufrichtungsgebundenen Reifen kein Links-Rechts-Tausch vorgenommen werden, da diese – einmal auf Felgen aufgezogen – nur auf derselben Fahrzeugseite zum Einsatz kommen sollen.
Da die Reifen in der Regel auf der Antriebsachse vor allem bei frontangetriebenen Fahrzeugen stärker abgenutzt werden, kann es auch sinnvoll sein, sie in der darauffolgenden Saison auf der anderen Achse zu montieren. Aus Sicherheitsgründen soll das bessere Reifenpaar auf der Hinterachse montiert werden. Vor allem im Winterbetrieb senkt dies die Wahrscheinlichkeit für ein Ausbrechen des Fahrzeughecks.
Daraus ergeben sich folgende Austauschstrategien für nicht laufrichtungsgebundene Reifen:
- über Kreuz (links hinten gegen rechts vorne, rechts hinten gegen links vorne): Hierbei wird der Abrieb am besten ausgeglichen, was die Notwendigkeit, neue Reifen anzuschaffen unter Umständen um eine Saison hinauszögert.
- über Seite (links hinten gegen rechts hinten, links vorne gegen rechts vorne): Bei Vorderradantrieb wird dann der Ersatz der vorderen Reifen etwas früher fällig, die hinteren bleiben hingegen länger erhalten. Empfehlenswert auch bei Auftreten eines Sägezahnprofils.
- Kombination von beidem: Die Vorderräder werden seitengleich nach hinten montiert; die Hinterräder über Kreuz nach vorne (oder umgekehrt). Durch diese Methode erreicht man einen besonders gleichmäßigen Verschleiß des Profils, da jeder einzelne Reifen früher oder später jede Montageposition am Fahrzeug durchläuft.

Laufrichtungsgebundene Reifen müssen hingegen zwingend über Achse (links hinten gegen links vorne, rechts hinten gegen rechts vorne) gewechselt oder dürfen gar nicht vertauscht werden.

## Festziehen
Werden Schrauben nicht fest genug angezogen, kann sich ein Rad während der Fahrt lösen. Um vorgegebene Drehmomente für das Anziehen einzuhalten, eignen sich Drehmomentschlüssel eher als Kreuzschlüssel. Reifenhersteller und Werkstätten empfehlen ein Nachziehen der aufgesteckten Räder nach 50–100 km, um das Risiko eines möglichen Radverlusts zu senken.

## Radwechsel in der Literatur
1957 erschien Bertolt Brechts berühmtes Gedicht Der Radwechsel.
Von Yaak Karsunke gibt es ein Gedicht mit dem Titel Matti wechselt das rad.